# Schwab’s Drug Store
Schwab’s Drug Store (Schwab's Pharmacy) am Sunset Boulevard in Hollywood, Kalifornien, war ein Treffpunkt für Schauspieler und Filmschaffende des alten Hollywood der 30er bis in die 50er-Jahre. In Filmkreisen wurde es das „Hauptquartier“ genannt. Typisch für amerikanische Drugstores dieser Zeit wurden hier neben dem Verkauf von Medikamenten und anderen Artikeln an einem Tresen auch Eiscreme, kleine Speisen und Getränke angeboten.
Eine der Hollywood-Legenden besagt, dass die Schauspielerin Lana Turner hier entdeckt worden sei, während sich anderen Quellen zufolge das Ereignis in einem Café etwa eine Meile entfernt zugetragen haben soll.
Im Schwab’s spielen einige wichtige Szenen im Film Boulevard der Dämmerung (original: Sunset Boulevard) von Billy Wilder, in und vor dem berühmten Drugstore. Die Außenaufnahmen wurden am Originalschauplatz gedreht, für die Innenaufnahmen ließ Wilder das Interieur von Schwab´s in den Paramount Studios originalgetreu nachbauen.
Am 22. Oktober 1983 musste der legendäre Schwab’s Drugstore schließen. Im Jahre 1988 wurde der alte Gebäudekomplex 8024 Sunset Boulevard endgültig abgerissen und wich einem Einkaufszentrum sowie einem Multiplex-Kino.